# Shlømo
Shlømo, de son vrai nom Shaun Baron-Carvais, est un disc jockey et producteur de musique électronique français.

## Biographie
Shaun Baron-Carvais est né le 20 août 1987 à Paris. Il est le fils d'Annie Baron-Carvais. 
Avant la musique Shaun travaillait au service de communication et de relations presse du Paris-Saint-Germain,. En 2013, il fonde le label Taapion Records[réf. nécessaire].  En septembre 2016, il décide de quitter son poste au PSG pour se consacrer pleinement à la musique. 
Courant 2018, Shlømo créé la polémique avec une pochette tirée d'un ancien film pornographique. Il dénonce alors « une grande hypocrisie autour de l'érotisme et de la sexualité dans le milieu de la musique électronique. »
Il se produit notamment dans des lieux clés tels que la célebre discothèque Berghain et les évènements "Awakenings"
Le 24 avril 2020, Shlømo et Hadone sortent un EP intitulé Born To Be Slytherin et marquent la création du groupe Viper Diva. Il fonde le label SAIKE en 2022 et lance officiellement le duo.
Il est aujourd’hui considéré par plusieurs médias influents comme l'un des meilleurs de sa génération,.

## Discographie

### Album
- Mercurial Skin (Taapion Records, 2018)

### Singles et EP
- - The Harvest EP (Taapion Records, 2013)
  - Rechaïm (Bright Sounds, 2014)
  - Avadon (Wolfskuil Ltd, 2015)
  - In Absentia: Tome 1 (Delsin, 2016)
  - Vanished Breath EP (Wolfskuil Ltd, 2016)
  - Titan EP (Singular Records, 2016)
  - The Rapture (Arts Collective, 2016)
  - In Absentia: Tome 2 (Delsin, 2017)
  - Hardwave (Arts, 2017)
  - Shlømo Remixed (Wolfskuil Ltd, 2018)
  - Mercurial Skin Remixes: Tome I (Taapion Records, 2019)
  - Mercurial Skin Remixes: Tome II (Taapion Records, 2019)
  - Mercurial Skin Remixes: Tome III (Taapion Records, 2019)
  - Mercurial Skin Remixes: Tome IV (Taapion Records, 2019)
  - Welcome Back Devil (UFO inc. 2019)
  - Dodge This (POSSESSION, 2020)
  - Minotia (Taapion Records, 2020)
  - Branding Terror (Taapion Records, 2021)
  - Posh & Scary (Shlømo & Parfait) (POSSESSION, 2022)
  - Burned Hand (Arts, 2022)
  - More posh than Scary (Shlømo & Peligre) (Taapion Records, 2022)
  - GOD (Shlømo & Lex & Vladimir Cauchemar) (Universal Music Divi, 2023)
  - 444 (La señal) [Shlømo & Peligre Mucho Cardio remix] (Shlømo & Xina Mora & Peligre) (Hello music, 2023)
  - <3 (Shlømo & Krl Mx) (Taapion Records, 2023)
  - I'm Not Done Yet Original Mix (Taapion Records, 2024)
  - Meet Me In Sao Paulo (Grelinho De Diamante) (feat. Heavy Baile, Baby Perigosa & MC Tchelinho) (Verknipt Records, 2024)
  - Play With Me Original Mix (Shlømo & Sara Landry) (HEKATE Records, 2024)
  - Dam Dam Dam (Shlømo & Vortek's) (Taapion Records, 2024)
  - I WANNA FEEL (Shlømo & Zorza) (HARD Recs, 2025)